# Nazotokine
Nazotokine (ナゾトキネ?) è una serie televisiva anime prodotta da Tengu Kōbō e diretta da Naoya Fukushi, trasmessa in Giappone dal 5 ottobre al 21 dicembre 2016. Una seconda serie televisiva, intitolata Kaito × Ansa, ha avuto inizio il 12 luglio 2017.

## Personaggi
Tokine Amino (網野 解音?, Amino Tokine)
Doppiata da: Natsuko Hara
Hacchin (ハッチン?)
Doppiata da: Sora Tokui
Kyōka Mizukami (水上 郷華?, Mizukami Kyōka)
Doppiata da: Eriko Matsui
Yoshie Yamasumi (山墨 芳英?, Yamasumi Yoshie)
Doppiata da: Sarara Yashima
Natsuko Yanagisawa (柳澤 なつこ?, Yanagisawa Natsuko)
Doppiata da: Mikoi Sasaki
Kyōko Mizukami (?)
Kaito Aen (?)
Doppiato da: Kazuki Katō
Ansa Arishin (?)
Doppiato da: Takahiro Sakurai

## Produzione
Annunciato a luglio 2016 da Tengu Kōbō, il progetto anime originale, diretto da Naoya Fukushi, è andato in onda dal 5 ottobre al 21 dicembre 2016. Le sigle di apertura e chiusura sono rispettivamente Dimension Sky di Yuzu Fujisaki e Destiny di Aki. In varie parti del mondo gli episodi sono stati trasmessi in streaming in simulcast da Crunchyroll.
Un secondo progetto anime, intitolato Kaito × Ansa (カイトxアンサ?) e sempre prodotto da Tengu Kōbō per la regia di Naoya Fukushi, ha iniziato la trasmissione televisiva il 12 luglio 2017.

### Episodi
| Nº | Titolo italiano (traduzione letterale) Giapponese 「Kanji」 - Rōmaji                                        | In onda          | In onda |
| Nº | Titolo italiano (traduzione letterale) Giapponese 「Kanji」 - Rōmaji                                        | Giapponese       |         |
| 1  | Risolvilo e poi pensaci su! 「解いてから考える！」 - Hodoite kara kangaeru!                                 | 5 ottobre 2016   |         |
| 2  | La pietra Q presa di mira 「ねらわれたQストーン」 - Nerawareta Q sutōn                                      | 12 ottobre 2016  |         |
| 3  | Veicolo 「の・り・も・の」 - Norimono                                                                       | 19 ottobre 2016  |         |
| 4  | Ci sono altre persone nel quiz?! 「自分以外はクイズ？！」 - Jibun igai wa kuizu?!                           | 26 ottobre 2016  |         |
| 5  | Trasferimento a Takros 「タクロスにお引越し」 - Takurosu ni ohikkoshi                                       | 2 novembre 2016  |         |
| 6  | Quizun è improvvisamente… 「クイズンは突然に…」 - Kuizun wa totsuzen ni…                                    | 9 novembre 2016  |         |
| 7  | Un fantastico ed emozionante viaggio aziendale 「ハラハラわくわく社員旅行」 - Harahara wakuwaku shain ryokō | 16 novembre 2016 |         |
| 8  | Cos'è il sengokushi? 「泉極志って何ですか？」 - Sengokushi tte nan desu ka?                                 | 23 novembre 2016 |         |
| 9  | 「体が震える「極爆」」 - Karada ga furueru "kyokubaku"                                                      | 30 novembre 2016 |         |
| 10 | La pietra Q ha iniziato a crescere?! 「育ち始めた？！Ｑストーン」 - Sodachi hajimeta?! Q sutōn              | 7 dicembre 2016  |         |
| 11 | L'ultimo eccitante problema! 「カンドウの最終問題！」 - Kandō no saishū mondai!                             | 14 dicembre 2016 |         |
| 12 | Mmm?! Guarda un po' che succede nell'ultima puntata! 「ん？！どうなる最終回！」 - N?! Dō naru saishūkai!    | 21 dicembre 2016 |         |

#### Kaito × Ansa
| Nº | Titolo italiano (traduzione letterale) Giapponese 「Kanji」 - Rōmaji | In onda        | In onda |
| Nº | Titolo italiano (traduzione letterale) Giapponese 「Kanji」 - Rōmaji | Giapponese     |         |
| 1  | Storia 「おはなし」 - O hanashi                                      | 12 luglio 2017 |         |